# Schlussbildung
Schlussbildung (auch Schlusskadenz und Finalkadenz genannt) ist die am Ende eines Musikstückes verwendete Akkordfolge bzw. Kadenz, um das Stück ausklingen zu lassen.
Folgende Kriterien sind für die erwünschte Wirkung von Bedeutung:
- Der Akkord vor dem Schlussakkord darf nicht mit diesem klangverwandt sein, er sollte also aus möglichst anderen Tönen bestehen; somit sind z. B. Dominantakkorde vor der Schlusstonika sehr wirkungsvoll.
- Im Akkord vor der Schlusstonika sollte der Leitton enthalten sein.
- Die Schlusstonika sollte auf eine metrische Schwerzeit fallen.

## Ganzschluss
Als Ganzschluss (auch: authentischer Schluss, Vollschluss) wird eine authentische Schlusskadenz bezeichnet, die mit der Tonika endet, wobei vor der Tonika der dazugehörige Dominantklang (oder ein Vertreter) steht: T-S-D-T. Es werden zwei Typen unterschieden:
1. Vollkommener Ganzschluss: Die Oberstimme geht in die Oktave des abschließenden Grundtones. Das Ideal ist erreicht, wenn zuvor die Dominante in Terzlage steht.
2. Unvollkommener Ganzschluss: Die Oberstimme geht in die Terz oder die Quinte des abschließenden Grundtones. Das erzeugt eine schwächere Schlusswirkung.

Der Leitton ist jeweils rot hervorgehoben.
Zum Notentext (Beispiel in A-Dur, d. h. Dominante ist E):
1. vollkommener Ganzschluss D-T: Dominante in Terzlage mit darauffolgender Tonika in Oktavlage.
2. unvollkommener Ganzschluss D-T: Tonika in Terzlage.
3. unvollkommener Ganzschluss D-T: Tonika in Quintlage.
4. vollkommener Ganzschluss D7-T: Tonika in Oktavlage. Ist noch vollkommener als 1, da die eingefügte Septime den Drang zur Tonika weiter erhöht.
5. Dp-T. Die Dominantparallele ist kaum dominantisch verwendbar, obwohl der Leitton enthalten ist.

Die kräftigste Form des Ganzschlusses ist eine zweiteilige Schlussbildung, d. h. wenn vor der Dominante noch eine zweite, die Tonart bekräftigende Funktion steht: S-D-T; Sp-D-T; DD-D-T; S-D7-T; …

## Trugschluss
Der Trugschluss (auch: Kadenzflucht, Trugkadenz, Halbkadenz, Trugfortschreitung) ist ein Scheinschluss, bei dem die Dominante nicht zur Tonika, sondern in die Tonikaparallele oder einen anderen Akkord weitergeführt wird. Dies erzeugt eine verzögernde und aufhebende Wirkung. Außerdem wird die Dominantspannung verlängert. Vom Hörer wird dieser Schluss als Überraschung empfunden.

### Kriterien
1. Der in der Dominante enthaltene Leitton drängt zur Tonika. Daher sollte der Ton im Trugschlussakkord enthalten sein. Bei in der Tonikaparallelen endenden Trugschlüssen wird der Leitton in die 3 geführt, bei plagalen Trugschlüssen hingegen (D-S oder D-Sp) oft in die 5.
2. Nach der Dominante erfolgt keine vollkommene Lösung der Spannung durch einen Quintfall, sondern eine Steigerung durch einen Ganzton- oder Halbtonschritt im Bass nach oben. Hier gegen wirkt zwar die Leittonauflösung, dennoch bleibt ein Teil der Dominantspannung bestehen.

Die Weiterführung nach einem Trugschluss bestand bis zum Beginn der Romantik aus einer authentischen Kadenz in der entsprechenden Tonart. Ab dem Beginn der Romantik sieht man die durch den Trugschluss erreichte Tonart als Modulation an. Deshalb wurde auch ab diesem Zeitpunkt häufig mit der Kadenz der "neuen" Tonart fortgesetzt.

### Klassischer Trugschluss
Der klassische Trugschluss endet auf der Tonikaparallelen (D-Tp). Hierbei ergeben sich oft Probleme in der Stimmführung, da es keine gemeinsamen Töne in der Dominante und der Tonika gibt. Wenn der Basston steigend ist, sollten laut den Stimmführungsregeln die anderen Stimmen fallen. Dies ist jedoch unmöglich, da die Richtung der Leittönigkeit befolgt werden muss. In diesem Fall sollten doch zumindest die anderen beiden Stimmen fallen.

## Männlicher Schluss – Weiblicher Schluss
In der Musiktheorie des 19. und 20. Jahrhunderts wurde weitgehend die Meinung vertreten, dass es sich bei einer Schlusstonika auf einer betonten Zählzeit um einen männlichen und bei einer Schlusstonika auf einer unbetonten Zählzeit um einen weiblichen Schluss handelte. Diese Einteilung gilt heute als überholt und wird nicht mehr gelehrt.